# Sacha Holzheimer
Sacha Holzheimer (* 10. Oktober 1964 in Würzburg) ist eine deutsche Schauspielerin, Synchronsprecherin und Chansonsängerin.

## Leben
Sacha Holzheimer wurde als jüngstes von vier Kindern in Würzburg geboren. Während ihrer Schulzeit verbrachte sie anderthalb Jahre als „jeune fille au-pair“ in Paris, um die Kenntnisse der französischen Sprache zu intensivieren und besuchte dort die Sorbonne. 1980 schloss sie die Schule in ihrer Heimatstadt mit dem Fachabitur ab. Zunächst nahm sie in München bei Wolfgang Büttner und Kathrin Ackermann Rollenunterricht. Ihre professionelle Ausbildung erwarb sie anschließend bei Peter Rieckmann in München und beendete diese 1988 erfolgreich am Bayerischen Staatsschauspiel mit der Paritätischen Abschlussprüfung. In Gesang wurde sie von Matthias Heiling an der Otto-Falckenberg-Schule unterrichtet und ausgebildet.
Nach ihrem Anfängerjahr am Münchener Theater für Kinder übernahm sie die weibliche Hauptrolle in einer 13-teiligen Fernsehproduktion des SWR in Spanien. Neben Film- und Fernsehrollen stand sie u. a. auch für die Fernsehserien Derrick, Marienhof, Lindenstraße, Nockherberg Promi Derblecken – als Christine Neubauer, Dahoam is Dahoam und Sturm der Liebe vor der Kamera. Sie drehte u. a. mit den Regisseuren Michael Verhoeven, Ralf Huettner, Peter Bringmann, Hans-Jürgen Tögel, Sigi Rothemund, Thomas Freundner, Günter Gräwert und Claus Peter Witt.
Seit Abschluss ihrer Schauspielausbildung war sie auch in Theaterstücken auf der Bühne präsent. Sie arbeitete u. a. in Theaterproduktionen mit Klaus Havenstein, Siegfried Lowitz und Fritz Zecha und war bei Veit Relin im „Torturmtheater Sommerhausen“ als Schauspielerin verpflichtet. Im Anschluss folgten Gastengagements an unterschiedlichen Münchener Bühnen. Die Verkörperung von Hildegard Knef in Für mich soll ´s rote Rosen regnen, ebenso wie das Singen ihrer Lieder, lag ihr besonders.
Als Sprecherin ist sie in den Bereichen Kommentar, Trailer, Voice Over, Icons, Werbungen, Hörspiele und Lesungen tätig, beispielsweise in Produktionen für das Bayerische Fernsehen, Pro 7, ARTE, RTL, Focus TV, Sky, History Channel und NBC Universal.

## Filmografie (Auswahl)
- 1988: Gundas Vater (Fernsehfilm)
- 1989–1990: Spanien – Sprache, Land und Leute (Fernsehserie)
- 1991: Nur keine Umständ' (Fernsehspiel)
- 1992: Radiostation (Fernsehfilm)
- 1992: Derrick (Fernsehserie)
- 1992: Ein Engel für Felix (Fernsehserie)
- 1993: Tod – Für Kinder kein Tabu (Fernsehspiel)
- 1993–1994: Haushalt Live (Fernsehserie)
- 1994: Die Notärztin (Fernsehserie)
- 1995: Glänzende Aussichten (Fernsehfilm)
- 1996: Verkehrsgericht (Fernsehserie)
- 1997: Aus heiterem Himmel (Fernsehserie)
- 1997: Emmeram (Fernsehserie)
- 1998: Marienhof (Fernsehserie)
- 1998: First Love (Fernsehfilm)
- 1999: Streit um 3 (Fernsehserie/Gerichtsshow)
- 1999: Vorsicht Falle – Urlaubsspezial (Fernsehserie)
- 1999: Lindenstraße (Fernsehserie)
- 2000: Streit um 3 (Fernsehserie/Gerichtsshow)
- 2001: Die Verzweiflung (Fernsehserie)
- 2001: Der falsche Neffe (Fernsehserie)
- 2002: Die Experten (Fernsehshow)
- 2003: Nockherberg Derblecken (Singspiel)
- 2004: Tod im Schullandheim (Fernsehserie)
- 2005: Sperrbezirk (Fernsehserie)
- 2006: Oma's Ohr (Fernsehserie)
- 2008: Tristan (Fernsehserie)
- 2008: Die unglaublichsten Geschichten (Fernsehserie)
- 2009: Paradise (Kinofilm)
- 2010: Wider Willen (Kurzfilm)
- 2010: Bankenkrieg (Fernsehserie)
- 2011: Die Frau von nebenan (Kurzfilm)
- 2011–2012: Dahoam is Dahoam (Fernsehserie)
- 2012: Little Ché (Kurzfilm)
- 2012: Existentia (Kurzfilm)
- 2013: Die Familiendetektivin (Fernsehserie)
- 2014: Glück im Unglück (Fernsehserie)
- 2015: In Gefahr (Fernsehserie)
- 2016: Ketapan (Pilot-Film)
- 2016: Dahoam is Dahoam (Fernsehserie)
- 2016: Tatsache Mord / Der Fall Böhringer (Fernsehserie)
- 2017: Sturm der Liebe (Fernsehserie)
- 2017: Nichts zu verlieren (Fernsehfilm)

## Theater (Auswahl)
- 1989: Ein Ehemann zur Ansicht (Theater im Karlshof, als Robin)
- 1990: Das Spiel von Liebe und Zufall (Schloßfestspiele Starnberg, als Lisette)
- 1992: Oscar (C.Magnet) (Tourneetheater "die scene" Hans Kugelgruber, als Colette)
- 1993: Die deutschen Kleinstädter (Tourneetheater "die scene", als Sabine)
- 1993: Tief in der Nacht (Tourneetheater "die scene", als Ruth Wyatt)
- 1993: Mord im Pfarrhaus (Agatha Christie) (Tourneetheater "die scene", als Griselda)
- 1996: Zehn kleine Negerlein (Blutenburgtheater München, als Stella Rogers)
- 1999–2000: Die Wirtin (Tourneetheater "die scene", als Dejanira)
- 2002: Irma und Emma (Torturmtheater Sommerhausen, als Emma)
- 2003: Promis derblecken (Nockherberg München, als Christine Neubauer)
- 2008: Hobbykeller (Kunstakademie München, als Gastgeberin)
- 2010: Splitternacht (Susanne Mewe) (Theater...und so fort München, als Ariane Wieland)
- 2010: Maria Magdalena (Friedrich Hebbel) (Leo 17 München, als Therese/Mutter)
- 2011: Jane-The Queen (Theater...und so fort München, als Frances Branden)
- 2011: Picknick im Felde (Theaterakademie August Everding, als Frau Tepan)
- 2013: Ich hab' die Unschuld kotzen sehen (D. Bernemann) (Theater...und so fort München, als Mutter und Moderatorin)
- 2013: Bitte zurückbleiben! (Theater...und so fort München, als Ehefrau)
- 2013: Für mich soll's rote Rosen regnen! (Landestheater Dinkelsbühl, als Hildegard Knef)
- 2014–2015: Mord im Pfarrhaus (Agatha Christie) (Blutenburgtheater München, als Ann Hampton)
- 2015: Columbo – Mord auf Rezept (Blutenburgtheater München, als Miss Petrie)
- 2016: Knef-Abend (29. Kulturtage Juliusspital Würzburg, als Hildegard Knef)
- 2016: Unbeschreiblich weiblich (Theater im Fraunhofer München, als Ute Baumgartner)

## Synchronisation
Als Synchronsprecherin lieh sie Julie Benz in (Eine schrecklich nette Familie) ihre Stimme.
Von 1992 bis 1997 sprach sie zwei Hauptrollen und mehr als 15 verschiedene Nebenrollen in der Kult-Anime-Serie Sailor Moon. Sie sprach auch einen Trailer zum Disney-Erfolg Madagascar.
Als Sprecherin arbeitet sie auch für das Bayerische Fernsehen, unter anderem als Kommentarsprecherin für Tiere und Legenden, Solange es noch Krokodile gibt, Im Bann der Schlange, Donaufahrer (BR-Dokumentation), Wir in Bayern und Kennst mi’.
2017 war sie im Bayerischen Fernsehen in Griechenland mein liebes Griechenland - Otto, der König aus Bayern als Voice-Over-Stimme zu hören.

### Audio
- 2012: Vera Trachmann: Hallo! Wir sind die Amselkinder, Schlauberger Verlag
- 2016: Lena Mazilu: Die kleine Brilleneule